# The Sixth Gun
The Sixth Gun ist ein US-amerikanischer Fernsehfilm aus dem Jahr 2013. Der Film basiert auf dem gleichnamigen Comic, welcher von Cullen Bunn und Brian Hurtt geschrieben wurde.

## Inhalt
Der Film beginnt kurz nach dem amerikanischen Bürgerkrieg und erzählt die Geschichte der Rivalität zwischen Drake Sinclair und dem General Oliander Hume. Sie kämpfen um die namensgebenden sechs Revolver, welche geheime Kräfte besitzen, die auf den Besitzer übergehen. Oliander Hume entdeckt, dass sich der sechste Revolver im Besitz der ahnungslosen jungen Frau Becky Montcrief befindet.

## Produktion
Am 22. Juli 2011 wurde angekündigt, dass The Sixth Gun als sechsteilige Miniserie geplant sei, die auf dem Kanal Syfy ausgestrahlt werden sollte. Dies wurde jedoch nicht umgesetzt.
Im Jahr 2013 gab NBC einen Pilotfilm basierend auf dem Comic The Sixth Gun in Auftrag. Besetzt wurden Pedro Pascal, Michiel Huisman, Elena Satine, Laura Ramsey, W. Earl Brown, Graham McTavish und Aldis Hodge.

## Veröffentlichung
2013 wurde der Film auf NBC ausgestrahlt. Am 8. Mai 2013 wurde bekanntgegeben, dass NBC die dazugehörige Serie eingestellt hat.

## Rezeption
Der Pilotfilm erhielt auf IMDb einen Bewertung von 5,3 von 10 möglichen Punkten.